# Naoja Ogawa
Naoja Ogawa (japonsky 小川 直也), (* 31. května 1968 v Suginami, Japonsko) je bývalý japonský zápasník – judista, stříbrný olympijský medailista z roku 1992. Po skončení sportovní kariéry v roce 2004 se živil jako profesionál v Pride FC (MMA) a v New Japan Pro Wrestling jako wrestler.

## Sportovní kariéra
V mládí se věnoval několika různým sportům, dokonce na základní škole si místo juda zvolil kendó Na střední škola však upoutal pozornost judistických trenérů, především kvůli své na Japonce netypicky vytáhlé, atletické postavě.
V roce 1986 se stal studentem univerzity Meidži, kde se připravoval pod vedením Haruky Uemury a v témže roce na sebe upoutal pozornost reprezentačních trenérů. V roce 1988 však dostal přednost při japonské nominaci na olympijské hry v Soulu Hitoši Saitó. V roce 1992 startoval na olympijských hrách v Barceloně, v semifinále přejel na wazari-ippon Francouze Davida Douilleta, ale ve finále ho zaskočil Gruzínec Davit Chachaleišvili dvěma výpady za wazari a skončil na druhém místě. V roce 1996 startoval na olympijských hrách v Atlantě. V semifinále opět narazil na Francouze Davida Douilleta, který po taktické stránce vyzrál a vybodoval ho na šido. V souboji o třetí místo se nedokázal plně koncentrovat a prohrál s Němcem Frankem Möllerem na ippon. Obsadil 5. místo.
Sportovní kariéru ukončil v roce 1997. Téměř 10 let se věnoval zápasení jako profesionál. Po skončení aktivní kariéry pracuje jako trenér juda.

### Vítězství
- 1990 – 1x světový pohár (Kano Cup)
- 1996 – 1x světový pohár (Paříž)

### Výsledky

#### Váhové kategorie
| Turnaj            | 1987       | 1988       | 1989       | 1990       | 1991       | 1992       | 1993       | 1994       | 1995       | 1996       |
| Turnaj            | 19         | 20         | 21         | 22         | 23         | 24         | 25         | 26         | 27         | 28         |
| Turnaj            | těžká váha | těžká váha | těžká váha | těžká váha | těžká váha | těžká váha | těžká váha | těžká váha | těžká váha | těžká váha |
| ----------------- | ---------- | ---------- | ---------- | ---------- | ---------- | ---------- | ---------- | ---------- | ---------- | ---------- |
| Olympijské hry    |            | —          |            |            |            | 2.         |            |            |            | 5.         |
| Mistrovství světa | —          |            | 1.         |            | 3.         |            | —          |            | 3.         |            |
| Asijské hry       |            |            |            | 3.         |            |            |            | —          |            |            |
| Mistrovství Asie  |            | 1.         |            |            | —          | —          | —          |            | —          | —          |

#### Bez rozdílu vah
| Turnaj            | 1987 | 1988 | 1989 | 1990 | 1991 | 1992 | 1993 | 1994 | 1995 | 1996 |
| Turnaj            | 19   | 20   | 21   | 22   | 23   | 24   | 25   | 26   | 27   | 28   |
| ----------------- | ---- | ---- | ---- | ---- | ---- | ---- | ---- | ---- | ---- | ---- |
| Mistrovství světa | 1.   |      | 1.   |      | 1.   |      | 3.   |      | —    |      |

## Profesionální kariéra
Mezi profesionály se pohyboval od roku 1997. Střídal několik zápasnických a bojových stylů, nejčastěji MMA. V profesionálním zápase organizace National Wrestling Alliance je dvojnásobným mistrem světa v těžké váze.